# Plymouth, Wisconsin
Plymouth är en ort i Sheboygan County i delstaten Wisconsin, USA.